# Ligue communiste des travailleurs (Belgique)
Pour les articles homonymes, voir Ligue communiste des travailleurs.
La Ligue communiste des travailleurs est la section belge de la Ligue Internationale des Travailleurs - Quatrième Internationale (courant moreniste)[réf. nécessaire].